# Ноймарк, Марта
Марта Ноймарк (1904 — 1981) — выдающаяся фигура в истории посвящения женщин в раввины. Широко сообщалось, что Ноймарк была первой еврейской женщиной, принятой в раввинскую школу.

## Биография

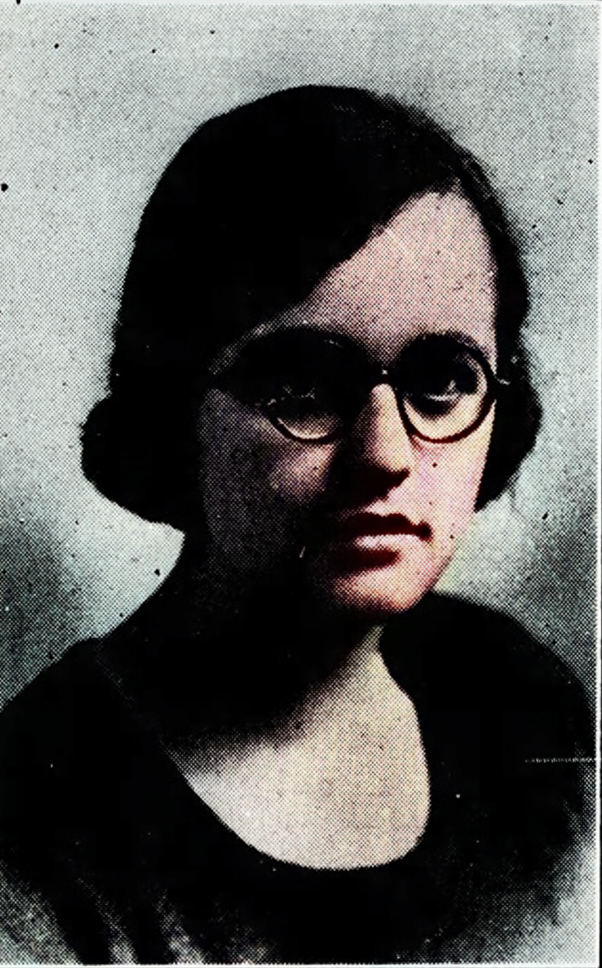
Марта Ноймарк в 1920 году

Марта Ноймарк была дочерью профессора Еврейского юнион-колледжа направления реформистского иудаизма. В 1921 году Ноймарк стала первой студенткой Еврейского юнион-колледжа, заявившей о своём желании стать раввином. В том же году она попросила кафедру в честь праздника на следующий год, как и её одноклассники-мужчины. Президент колледжа сказал совету управляющих, что имеет смысл, если она будет проповедовать и окончит необходимые курсы, её следует рукоположить; это вызвало дискуссию о рукоположении женщин, поскольку ни одна женщина никогда не была рукоположена в раввины.
Преподавательский состав одобрил её проповедование, при согласии университетского совета, но позже запретил, поскольку она провалила один из курсов. Однако дебаты о рукоположении женщин, которые она спровоцировала, продолжались. В 1922 году Ноймарк и её отец посетили Центральную конференцию американских раввинов, где ей удалось убедить конференцию рукополагать женщин-раввинов. Конференция заявила в ответе в 1922 году: «…женщине не может быть справедливо отказано в привилегии рукоположения», проголосовав 56 против 11 за это заявление. Тем не менее, правление колледжа по-прежнему отказывалось рассматривать женщин для рукоположения, проголосовав (как вспоминала Ноймарк) числом шесть мирян против двух раввинов. Таким образом, Ноймарк вместо рукоположения получила квалификацию директора религиозной школы, хотя она провела 7 с половиной лет в раввинской школе.
В 1925 году в газетах Jewish Tribune и Hebrew Standard была опубликована статья Марты «Женщина-раввин: автобиографический очерк первой женщины-кандидата в раввины». 
Некоторые из её личных документов сейчас хранятся в Центре Джейкоба Рейдера Маркуса Американских еврейских архивов при Еврейском юнион-колледже. 
Последовательницей Ноймарк среди американских еврейских женщин, которые готовились к рукоположению в раввины, но им было отказано в формальном рукоположении, можно назвать Хелен Хадассу Левинталь. Левинталь было отказано в рукоположении после завершения учёбы в 1935 году.
В начале 1940-х годов Ноймарк работала исполнительным редактором Независимой еврейской пресс-службы.

## Личная жизнь
Марта Ноймарк вышла замуж за Генри Монтора в 1924 году. Пара развелась в 1956 году. Ноймарк умерла в 1981 году в возрасте 77 лет.
Родителями Ноймарк были раввин доктор Давид Ноймарк (1866–1924), профессор Еврейского юнион-колледжа, и г-жа Дора Ноймарк (ум. 1959). У неё была сестра Саломея Брэйнин и брат Иммануэль К. Ноймарк.